# Die Stimme des Terrors
Die Stimme des Terrors (Originaltitel: Sherlock Holmes and the Voice of Terror) ist ein US-amerikanischer Spielfilm aus dem Jahr 1942. Er ist der dritte Film der Sherlock-Holmes-Serie mit Basil Rathbone und Nigel Bruce sowie der erste, der zu Propagandazwecken in die aktuelle Zeit versetzt wurde. Das Drehbuch basiert in groben Linien auf der im September 1917 zuerst in „The Strand Magazine“ und dann in „Collier's weekly“ veröffentlichten Kurzgeschichte „His last Bow“ von Sir Arthur Conan Doyle. Der Film wurde von Universal Pictures produziert und hatte seine TV-Premiere in Deutschland erst am 17. August 1992 auf 3sat. Man merkt diesem und den folgenden Filmen an, dass die Geschichte deutlich im Dienste der Propaganda gegen Deutschland steht.

## Handlung
England während des Zweiten Weltkrieges: Unbekannte Saboteure errichten einen Geheimsender, um die Bürger Englands mit Katastrophennachrichten zu beunruhigen, welche allabendlich durch die „Stimme des Terrors“ überbracht werden. Der britische Geheimdienst fordert Sherlock Holmes und Dr. Watson auf, die Radiostation ausfindig und unschädlich zu machen. Der größte Teil der Nachrichten folgte gleich auf das Unglück; als jedoch eine Berichterstattung ein Unglück in unmittelbarer Zukunft voraussagt, wird die Sache immer beunruhigender.
Kurz nachdem Holmes den Auftrag entgegengenommen hat, wird ein Informant namens Gavin vor der Haustür des Detektivs mit einem Wurfmesser verletzt. Er kann Holmes noch sein letztes Wort – „Christopher“ – mitteilen, erliegt jedoch seinen Verletzungen.
Unterstützt von Dr. Watson sucht der Meisterdetektiv daraufhin die Londoner Slums auf und trifft sich dort mit Kitty, der Freundin Gavins, welche er bittet, die  Bedeutung dessen letzter Worte zu entschlüsseln. Sie schließt sich Holmes aus Liebe zum Vaterland an und versucht, von ihrer Seite Licht ins Dunkle zu bringen.
Ihren Untersuchungen folgend weist Kitty Holmes auf die Londoner Christopher Docks hin, welche er zusammen mit Watson und einem Mitglied des Geheimrates aufsucht. Dort angekommen werden sie  zwar vom Nazi-Kollaborateur Meade und dessen Komplizen erwartet, bevor diese sie jedoch wie geplant erschießen kann, wird Meades Bande von Kittys Unterstützern aus den Slums überwältigt. Hierbei kann Meade  jedoch durch eine Falltür entkommen.
Holmes schleust daraufhin Kitty bei Meade ein, um an weitere Informationen um die Spione rund um die Stimme des Terrors zu gelangen. Als die Stimme eine Invasion der Nazis an der Nordküste Englands ankündigt, Meade jedoch gemeinsam mit Kitty in den Süden aufbricht, enttarnt Holmes die Ankündigung als Versuch, die britische Abwehr fehlzuleiten und verfolgt Meade mit den Vorsitzenden des Geheimdiensts.
In einer Kirche an der Küste kommt es zum Showdown. Der geplante Angriff der Nazis wird verhindert und Holmes überführt Sir Evan Barham, ein Mitglied des Geheimdienstes, als Drahtzieher hinter der Stimme des Terrors. Meade wird während eines Fluchtversuchs getötet, kann zuvor allerdings Kitty erschießen.

## Hintergrund
In der englischen Originalfassung sprach der Schauspieler Edgar Barrier die Stimme des Terrors, in der deutschen Fassung von 1992 übernahm dies Rüdiger Schulzki.

## Kritiken
„Ausgerechnet dieser Auftaktfilm ist der inszenatorisch schwächste der ganzen Reihe – vielleicht weil die Vorlage „His last Bow“ zu sehr in den Dienst damals gängiger Anti-Nazi-Propaganda aus Hollywood gestellt wurde.“

## DVD-Veröffentlichung
- Die Stimme des Terrors. Auf: Die Sherlock Holmes Collection. Teil 1. Special Edition (4-DVD-Set). Koch Media 2006